# Łowisko (Basses-Carpates)
Pour les articles homonymes, voir Łowisko.
Łowisko est une localité polonaise de la gmina de Kamień, située dans le powiat de Rzeszów en voïvodie des Basses-Carpates.